# Mladen Stilinović
Mladen Stilinović (* 10. April 1947 in Belgrad; † 18. Juli 2016 in Pula) war ein aus Jugoslawien stammender Konzeptkünstler. Als Vertreter der Neuen Kunstpraxis („Nova umjetnička praksa“ / „New Art Practice“) befasste er sich mit der Bedeutung von Arbeit und der Rolle des Künstlers, wobei er sich der Mittel der Ironie, Absurdität und der Reductio ad absurdum bedient.

## Leben und Werk
Stilinović war seit Ende der 1960er Jahre in der informellen Kunstszene Jugoslawiens aktiv. Von 1969 bis 1976 befasste er sich mit experimentellem Film. 1975 war er in Zagreb Gründungsmitglied der Künstlergruppe „šestorice autora“ (Sechs Autoren), zu der neben ihm Vladimir Martek, Boris Demur, Željko Jerman, Sven Stilinović und Fedomir Vučemilović gehörten. Die Gruppe war bis 1979 aktiv. Neben seiner künstlerischen Arbeit war er 1978 Mitgründer der kurzlebigen Podroom Gallery und leitete von 1981 bis 1991 die Extended Media Gallery. Zu den frühesten heute noch gezeigten Arbeiten von Stilinović gehört „Sing!“, ein Foto des Künstlers mit einer Banknote auf der Stirn. Die Arbeit thematisiert den Widerspruch zwischen Bezahlung für Kunst und künstlerischer Freiheit und diente 2011 als Titel für eine Retrospektive im Ludwig Museum in Budapest.
Zu seinen bekanntesten Werken gehört die Serie „Exploitation of the Dead“ (1984–1990). Die 200-teilige Installation stellt eine Mischung von Fotos mit Cartoons im Stil von Philip Guston dar und kann als osteuropäische Antwort auf den mexikanischen Tag der Toten gelesen werden. Die Serie wurde vielfach ausgestellt, unter anderem auf der documenta 12 in Kassel (2007).
Seine Arbeit „Dictionary – Pain“ wurde 2003 auf der 50. Biennale in Venedig als Gastbeitrag im slowenischen Pavillon ausgestellt. Die Arbeit bestand aus den einzeln gerahmten Seiten eines Wörterbuchs, in denen alles außer den zu definierenden Wörtern geweißt war. Statt einer Erklärung zu den Wörtern fügte Stilinović zu jedem Wort handschriftlich „pain“ (Schmerz) ein.

„Faulheit ist die Abwesenheit von Bewegung und Denken, stupide Zeit – völlige Amnesie. Faulheit ist weiter Gleichgültigkeit, Starren ins Nichts, Nicht-Aktivität, Impotenz. Sie ist schierer Stumpfsinn, eine Zeit des Schmerzes, nutzlose Konzentration. Diese Tugenden der Faulheit sind in der Kunst wichtige Faktoren. Es genügt nicht, etwas über Faulheit zu wissen, sie muss praktiziert und perfektioniert werden. Künstler im Westen sind nicht faul und demnach keine Künstler, sondern Produzenten von etwas… […] Endlich schließe ich der Faulheit halber mit: Ohne Faulheit keine Kunst.“

Stilinović lebte und arbeitete in Zagreb.